# 2-Iodoxybenzoesäure
2-Iodoxybenzoesäure (kurz IBX) ist eine chemische Verbindung aus der Gruppe der hypervalenten Iodverbindungen und findet Anwendung als Oxidationsmittel in der organischen Synthese.

## Geschichte
Die Verbindung wurde erstmals 1893 durch Christoph Hartmann und Victor Meyer durch Reaktion von Oxidation von 2-Iodbenzoesäure mit Kaliumpermanganat synthetisiert. Die chemische Struktur wurde 1936 von F. R. Greenbaum aufgeklärt. In der organischen Synthese hatte die Verbindung lange Zeit kaum Bedeutung, da sie in den meisten organischen Lösungsmitteln unlöslich ist. In den 1990er-Jahren wurde entdeckt, dass Dimethylsulfoxid als Lösungsmittel geeignet ist, um Oxidationsreaktionen mit der Verbindung durchzuführen, sodass sie inzwischen synthetische Anwendung findet. Die Veröffentlichung zu dieser Verwendung von Iodoxybenzoesäure trägt den Titel Oxidation of Alcohols with o-Iodoxybenzoic Acid (IBX) in DMSO: A New Insight into an Old Hypervalent Iodine Reagent.

## Gewinnung und Darstellung
2-Iodoxybenzoesäure kann durch den Dess-Martin-Prozess durch Reaktion von 2-Iodbenzoesäure mit Schwefelsäure und Kaliumbromat bei 55 °C gewonnen werden. Eine neuere Herstellungsmethode verwendet Kaliumperoxomonosulfat („Oxone“) als Oxidationsmittel.

## Eigenschaften
2-Iodoxybenzoesäure ist ein weißer kristalliner Feststoff mit intensiv saurem Geschmack, der unlöslich in den meisten organischen Lösungsmitteln ist, jedoch löslich in Dimethylsulfoxid. Die Verbindung zersetzt sich bei 233 °C explosiv; durch Verunreinigungen kann ihre Zersetzungstemperatur deutlich absinken, so kann sie in feuchtem Zustand schon ab 130 °C explodieren. Das technische Produkt kommt beispielsweise mit Benzoesäure stabilisiert in den Handel, eine andere stabilisierte Zubereitungsform enthält Benzoesäure und Isophthalsäure. Die Verbindung ist nach dem SprengG als explosionsgefährlich eingestuft und wurde 2009 der Stoffgruppe C zugeordnet.

## Verwendung
Die Oxidation von Alkoholen mit hypervalenten Iodverbindungen, neben 2-Iodoxybenzoesäure vor allem mit dem Dess-Martin-Periodinan, ist eine wichtige Methode zur Umwandlung primärer Alkohole in Aldehyde und sekundärer Alkohole in Ketone. 2-Iodoxybenzoesäure ist auch der synthetische Vorläufer bei der Herstellung des Dess-Martin-Periodinans, das durch Umsetzung mit Essigsäure und Acetanhydrid gewonnen wird. Neben der Oxidation von Alkoholen eignet sich 2-Iodoxybenzoesäure auch für die Oxidation von Aminen  zu Iminen verwendet. Unter geeigneten Reaktionsbedingungen können verschiedene Oxidationen durchgeführt werden, die sonst schwierig zu bewerkstelligen sind. Dazu gehört die Oxidation von Glycolen zu 1,2-Dicarbonylverbindung unter Vermeidung einer Glycolspaltung, die Oxidation von 1,4-Diolen zu einem cyclischen Halbacetal (Lactol), ohne Weiteroxidation zu einem Lacton, sowie die selektive Oxidation von Alkoholen in Gegenwart von Aminen.
Es wird auch für andere chemische Reaktionen, so zur Beseitigung von VX-Kampfstoffen und für Dehydrierungen zu Enonen, für Oxygenierungen und für weitere oxidative Prozesse eingesetzt.